# Campionati europei di Formula Kite 2020
I Campionati europei di Formula Kite 2020 si sono svolti a Puck, in Polonia, dal 15 al 20 settembre 2020.

## Podi
| Evento                 | Oro               | Argento        | Bronzo                  |
| Formula Kite Maschile  | Axel Mazella      | Maxime Nocher  | Connor Bainbridge       |
| Formula Kite Femminile | Julia Damasiewicz | Ellie Aldridge | Magdalena Woyciechowska |
| Staffetta mista        | Regno Unito       | Germania       | Regno Unito             |

## Medagliere
| Posiz. | Nazione     | Oro | Argento | Bronzo | Totale |
| ------ | ----------- | --- | ------- | ------ | ------ |
| 1      | Regno Unito | 1   | 1       | 2      | 4      |
| 2      | Francia     | 1   | 1       | 0      | 2      |
| 3      | Polonia     | 1   | 0       | 1      | 1      |
| 4      | Germania    | 0   | 1       | 0      | 1      |
| Totale | Totale      | 3   | 3       | 3      | 9      |